# Senepol
La raza de ganado Senepol es originaria de la isla caribeña de Saint Croix.

La raza Senepol fue desarrollada en los años 1900 cuando Bromley Nelthropp, cruzó animales locales de la raza N’Dama procedente de Senegal en África, con animales Red Poll importados de Trinidad. Su trabajo siguió desarrollándose por otros ganaderos de la isla de Saint Croix, quienes se impresionaron por la habilidad. El Senepol combina la tolerancia al calor y resistencia a los insectos y las enfermedades del ganado N’Dama, con la docilidad, alta calidad de la carne y la producción de leche del ganado Red Poll para adaptarse a las condiciones locales como calor, humedad y resistencia a los parásitos.

## Morfología
El Senepol combina las características de tolerancia al calor y resistencia a los insectos del N'Dama con la carne tierna y alta producción de leche del Red Poll.
Estas características de adaptabilidad al trópico, la han hecho acreedora al título de Bos Tauro Tropical, esta condición de adaptabilidad ha permitido un excelente desempeño en condiciones de pastoreo en zonas de baja precipitación, pasturas con pobre valor nutricional, presencia de parásitos externos e internos y temperaturas altas. Es un ganado de carne.

## Distribución
Se ha distribuido en países tropicales, como por ejemplo:
- Estados Unidos de América (Estados del Sur subtropicales)
- Venezuela
- Panamá
- Brasil
- Australia
- República Dominicana
- Puerto Rico
- Colombia
- Paraguay
- Bolivia

y también subtropicales como
- Uruguay

## Enlaces
- Senepol Alternativa tropical
- Senepol Cattle Breeders Association

- Datos: Q1479137
- Multimedia: Senepol / Q1479137